# Ді-Каб (Техас)
Ді-Каб (англ. De Kalb) — місто (англ. city) в США, в окрузі Бові штату Техас. Населення — 1527 осіб (2020).

## Географія
Ді-Каб розташоване за координатами 33°30′26″ пн. ш. 94°37′0″ зх. д. / 33.50722° пн. ш. 94.61667° зх. д. (33.507351, -94.616534).  За даними Бюро перепису населення США в 2010 році місто мало площу 3,55 км², з яких 3,55 км² — суходіл та 0,00 км² — водойми.

## Демографія
Згідно з переписом 2010 року, у місті мешкало 1699 осіб у 698 домогосподарствах у складі 426 родин. Густота населення становила 479 осіб/км².  Було 819 помешкань (231/км²).
Расовий склад населення:
| - 65,0 % — білих - 27,5 % — чорних або афроамериканців - 1,2 % — корінних американців - 0,3 % — азіатів - 0,1 % — вихідців з тихоокеанських островів - 4,1 % — осіб інших рас |

До двох чи більше рас належало 1,9 %. Частка іспаномовних становила 6,4 % від усіх жителів.
За віковим діапазоном населення розподілялося таким чином: 24,8 % — особи молодші 18 років, 52,3 % — особи у віці 18—64 років, 22,9 % — особи у віці 65 років та старші. Медіана віку мешканця становила 41,5 року. На 100 осіб жіночої статі у місті припадало 76,4 чоловіків;  на 100 жінок у віці від 18 років та старших — 72,0 чоловіків також старших 18 років.
Середній дохід на одне домашнє господарство  становив 50 701 долар США (медіана — 35 926), а середній дохід на одну сім'ю — 53 851 долар (медіана — 44 821). Медіана доходів становила 40 750 доларів для чоловіків та 22 056 доларів для жінок. За межею бідності перебувало 18,8 % осіб, у тому числі 33,3 % дітей у віці до 18 років та 7,6 % осіб у віці 65 років та старших.
Цивільне працевлаштоване населення становило 668 осіб. Основні галузі зайнятості: освіта, охорона здоров'я та соціальна допомога — 30,1 %, роздрібна торгівля — 11,5 %, публічна адміністрація — 9,4 %, будівництво — 7,5 %.